# NK Iskra Janjina
NK Iskra je bivši nogometni klub iz Janjine na poluotoku Pelješcu.

## Povijest
Nogometni klub Iskra Janjina osnovan je 1924. godine. Prvi predsjednik kluba bio je Frano Čučuković. 
Posljednji put se natjecala u 2. ŽNL Dubrovačko-neretvanske županije.